# Fatal 4-way
Fatal 4-Way lub Fatal Four Way – rodzaj walki w wrestlingu. Walka tego typu toczy się na standardowych zasadach, ale na ringu znajduje się czterech zawodników, a sędzia nie wylicza zawodników poza ringiem. W zależności od ustaleń przed walką toczy się ona do pierwszego pinu lub poddania (wtedy walkę określa się jako One-Fall), lub do wyeliminowania w ten sposób wszystkich zawodników (Elimination).
| LP | Wynik | Stypulacja                                                         | Gala                               | data miejsce     | Czas  |
| -- | --- | ------------------------------------------------------------------ | ---------------------------------- | ---------------- | ----- |
| 1  | Alicia Fox pokonała Eve Torres (c), Gail Kim & Maryse                                                                                                  | Fatal 4-Way match + WWE Divas Championship                         | Fatal 4-way (2010)                 |                  | 05:42 |
| 2  | Rey Mysterio pokonał Jack Swagger (c), CM Punka & Big Showa                                                                                            | Fatal 4-way match + World Heavyweight Championship                 | Fatal 4-way (2010)                 |                  | 10:28 |
| 3  | Sheamus pokonał Johna Cenę (c), Randy’ego Ortona & Edge’a                                                                                              | Fatal 4-Way match + WWE Championship                               | Fatal 4-way (2010)                 |                  | 17:25 |
| 4  | Sheamus (c) pokonał Chrisa Jericho, Randy’ego Ortona & Alberto Del Rio                                                                                 | Fatal 4-way match + World Heavyweight Championship                 | Over The Limit 2012                | 20 maja 2012     | 15:53 |
| 5  | AJ Lee (c) pokonała Natalyę, Brie Bellę & Naomi poprzez submission                                                                                     | Fatal 4-way match + WWE Divas Championship                         | Night of Champions 2013            | 15 września 2013 | 05:35 |
| 6  | Cody Rhodes i Goldust (c) pokonali RybAxel (Rybacka i Curtisa Axela), Big Showa i Reya Mysterio i The Real Americans (Antonio Cesaro i Jacka Swaggera) | Fatal 4-way tag team elimination match + WWE Tag Team Championship | TLC: Tables, Ladders & Chairs 2013 | 15 grudnia 2013  | 21:07 |
| 7  | The Usos (Jimmy & Jey Uso) (c) pokonali Los Matadores (Diego & Fernando), The Real Americans (Cesaro & Jacka Swaggera) & Rybacka & Curtisa Axela       | Fatal 4-way tag team elimination match + WWE Tag Team Championship | WrestleMania XXX (Pre-show)        | 6 kwietnia 2014  | 16:02 |